# Mohun Bagan Super Giant
Il Mohun Bagan Super Giant (precedentemente conosciuta come ATK Mohun Bagan) è una società calcistica indiana con sede nella città di Calcutta, nella regione del Bengala occidentale. Milita nell'Indian Super League.

## Storia
Il 16 gennaio 2020, i proprietari dell'ATK, club della Super League indiana, hanno acquistato l'80% delle azioni del Mohun Bagan Athletic Club e hanno annunciato che dal 1º giugno 2020 le due squadre si sarebbero unite per dar vita a una nuova società sportiva. Il 10 luglio dello stesso anno è stata presentata ufficialmente la società e ne è stato mostrato il logo.
Nel suo primo campionato, come fusione tra ATK e Mohun Bagan, arriva in finale ma perde contro il Mumbai City, sfumando quindi la possibilità del loro 1º titolo in Super League, mentre nel campionato successivo perdono in semifinale contro l'Hyderabad, vincitore poi della stagione.
Dopo la fine della stagione 2022-2023, dove escono vincitori del campionato, il proprietario Sanjeev Goenka ha annunciato di ribrandizzare la squadra con un nuovo nome, quello di Mohun Bagan Super Giants, nome che verrà usato a partire dalla stagione 2023-2024.

## Strutture

### Stadio

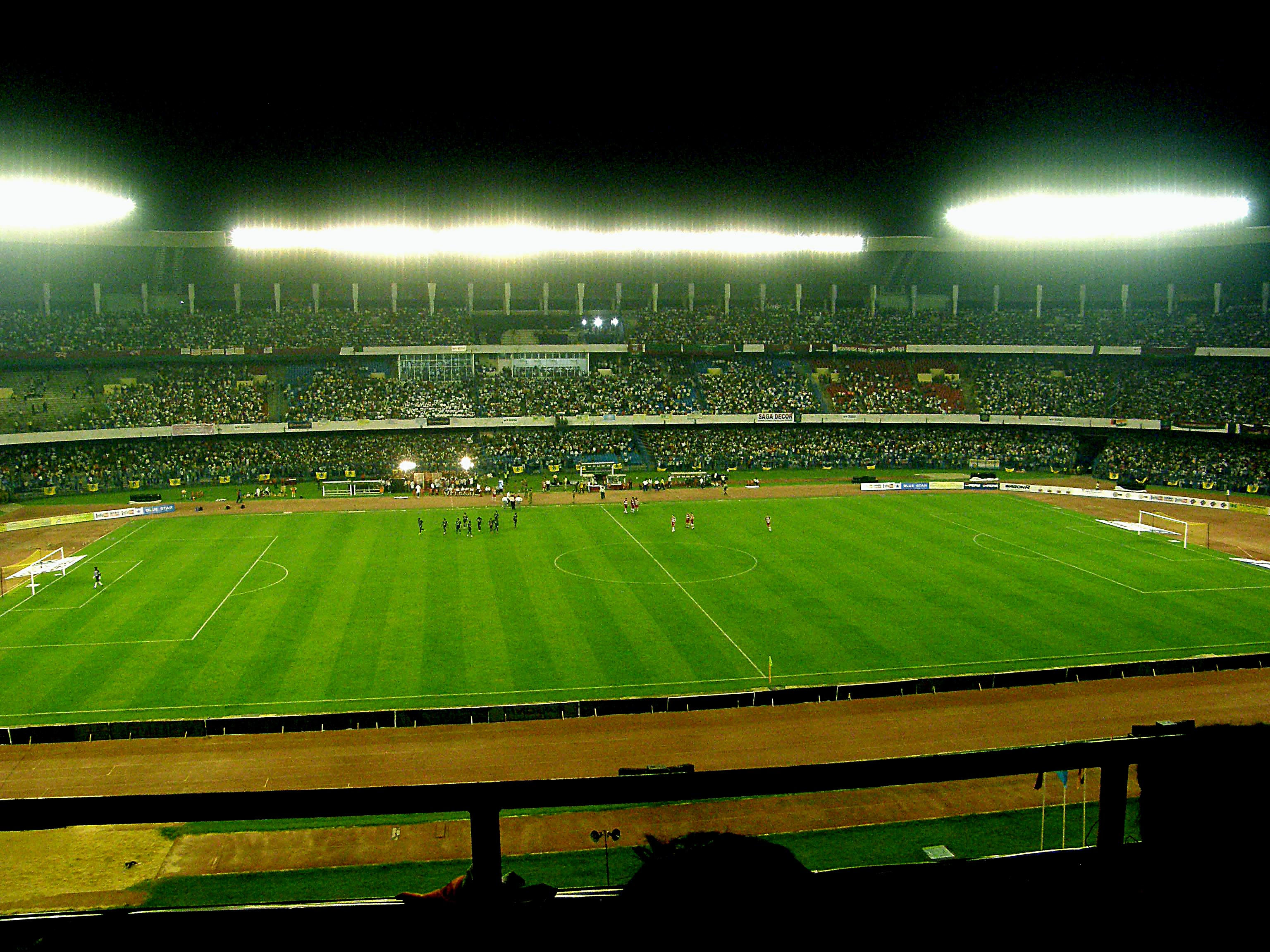
Il Salt Lake Stadium

Il Salt Lake Stadium (in bengalese যুবভারতী ক্রীড়াঙ্গন, Yuba Bharati Krirangan) è uno stadio polivalente in Bidhannagar, Kolkata, West Bengal. Con i suoi 120 000 posti a sedere è il più grande stadio dell'India e il secondo più grande del mondo per capacità.

## Allenatori e presidenti
| Allenatori - 2020-2021 Antonio López Habas - 2021-2024 Juan Ferrando - 2024 Antonio López Habas - 2024-attuale José Francisco Molina | Presidenti - 2020-attuale Sanjiv Goenka |

## Organico

### Rosa
| N. |                      | Ruolo | Calciatore             |
| -- | -------------------- | ----- | ---------------------- |
| 1  | India (bandiera)     | P     | Vishal Kaith           |
| 2  | India (bandiera)     | D     | Sumit Rathi            |
| 3  | India (bandiera)     | D     | Raj Basfore            |
| 5  | Scozia (bandiera)    | D     | Tom Aldred             |
| 6  | India (bandiera)     | C     | Anirudh Thapa          |
| 9  | Australia (bandiera) | A     | Dimitri Petratos       |
| 10 | Scozia (bandiera)    | A     | Greg Stewart           |
| 11 | India (bandiera)     | A     | Manvir Singh           |
| 12 | India (bandiera)     | P     | Dheeraj Singh          |
| 13 | India (bandiera)     | C     | Ningombam Engson Singh |
| 15 | India (bandiera)     | D     | Subashish Bose         |
| 16 | India (bandiera)     | C     | Abhishek Suryavanshi   |
| 17 | India (bandiera)     | A     | Liston Colaco          |
| 18 | India (bandiera)     | C     | Sahal Abdul Samad      |
| 19 | India (bandiera)     | C     | Ashique Kuruniyan      |

| N. |                      | Ruolo | Calciatore           |
| -- | -------------------- | ----- | -------------------- |
| 21 | Spagna (bandiera)    | D     | Alberto              |
| 22 | India (bandiera)     | D     | Deepak Tangri        |
| 24 | India (bandiera)     | P     | Syed Zahid           |
| 27 | India (bandiera)     | A     | Md. Fardin Ali Molla |
| 29 | Australia (bandiera) | A     | Jamie Maclaren       |
| 30 | India (bandiera)     | A     | Taison Singh         |
| 31 | India (bandiera)     | P     | Arsh Shaikh          |
| 32 | India (bandiera)     | D     | Dippendu Biswas      |
| 33 | India (bandiera)     | C     | Glan Martins         |
| 35 | Australia (bandiera) | A     | Jason Cummings       |
| 36 | India (bandiera)     | D     | Amandeep Vrish Bhan  |
| 44 | India (bandiera)     | D     | Asish Rai            |
| 45 | India (bandiera)     | C     | Lalengmawia          |
| 72 | India (bandiera)     | A     | Suhail Bhat          |
| 77 | India (bandiera)     | D     | Ravi Rana            |

### Staff tecnico
- José Francisco Molina - Allenatore
- Igor Taševski - Vice allenatore
- Bastob Roy - Vice allenatore / Allenatore riserve
- Sergio Garcia Toribio - Preparatore atletico

## Palmarès

### Competizioni nazionali

#### Come ATK Mohun Bagan
- Indian Super League: 1

2022-2023

#### Come Mohun Bagan Super Giant
- Durand Cup: 1

2023
- ISL Shield: 2

2023-2024, 2024-2025
- Indian Super League: 1

2024-2025